# Derilissus
Derilissus is een geslacht van straalvinnige vissen uit de familie van schildvissen (Gobiesocidae).

## Soorten
- Derilissus altifrons Smith-Vaniz, 1971
- Derilissus kremnobates Fraser, 1970
- Derilissus nanus Briggs, 1969
- Derilissus vittiger Fraser, 1970